# 西条西部公園
西条西部公園（さいじょうせいぶこうえん）は、愛媛県西条市氷見乙608番地の公園である。

## 概要
本公園は1975年から運動施設を中心に施設整備を開始し、1980年4月1日に開園した。面積は48019平方メートルで、園内には有料ながら照明設備も備えていて夜間でも使用できる（ただし22時から翌日の9時までは使用できない他、年末年始の12月29日～1月3日は全日にわたって使用できない）野球やサッカーやソフトボールが可能な広さを持った多目的広場が整備されている。この他にもテニスコートや体育館なども備えている。また2015年には園内に約1億9千万円をかけて建設された山岳競技場（ロッククライミング場）も供用が開始された。

## 交通
本公園への最寄り駅はJR四国の予讃線の伊予氷見駅である。